# Carex coulteri
Carex coulteri là một loài thực vật có hoa trong họ Cói. Loài này được Boott ex Hemsl. mô tả khoa học đầu tiên năm 1885.